# The Love Parade
The Love Parade és una pel·lícula pre-codi de la Paramount dirigida per Ernst Lubitsch i protagonitzada per Maurice Chevalier i Jeanette MacDonald, en el que va constituir el seu debut cinematogràfic. La pel·lícula, basada en l’obra teatral “Le Prince Consort” de Jules Chancel i Leon Xanrof, va comptar amb un guió de Guy Bolton i Ernest Vajda. Estrenada el 18 de gener de 1930, poc després del crac del 29, i el seu gran èxit va contribuir a evitar la bancarrota de la Paramount. La pel·lícula va estar nominada en sis apartats: millor director, millor actor, millor pel·lícula, millor disseny de producció ((Hans Dreier)), millor fotografia ((Victor Milner)) i millor so. (Franklin Hansen)

## Argument
El comte Alfred, agregat militar de l'ambaixada de Sylvània a París, rep l'ordre de tornar al seu país i presentar-se davant la reina Louise per una reprimenda després d'una sèrie d'escàndols, inclosa una aventura amb la dona de l'ambaixador. Mentrestant, la reina Louise està farta de la constant preocupació dels seus súbdits per saber amb qui es casarà. Intrigada més que ofesa pel dossier del comte Alfred, la reina Lluís el convida a sopar i s’enamoren. Jacques, l’ajuda de càmera d’Alfred, també s’enamora de Lulú, la criada de la reina. La felicitat del comte dura fins que acaba descobrint que en els afers polítics del país no hi té cap paper i que ha d’obeir tot el que diu la seva dona. Tot i el seu disgust, es veu obligat a mantenir les aparences a causa de les negociacions financeres que Sylvània està duent a terme una potència estrangera. Quan han d'assistir a la inauguració de la temporada de l'òpera reial, Alfred es nega a anar-hi i anuncia que se'n va a París per divorciar-se i resta indiferent a les súpliques de la reina. Quan ella s'ofereix a fer-lo rei i, per tant, el seu igual, ell cedeix i es reconcilien.

## Repartiment
- Maurice Chevalier (comte Alfred Renard)
- Jeanette MacDonald (reina Louise)
- Lupino Lane (Jacques)
- Lillian Roth (Lulu)
- Eugene Pallette (ministre de la guerra)
- E. H. Calvert (ambaixador de Sylvània)
- Edgar Norton (mestre de cerimònies)
- Lionel Belmore (primer ministre)
- Carl Stockdale (almirall)
- Yola d’Avril (Paulette)
- Ben Turpin (lacai guenyo)
- Russell Powell (ambaixador afgà
- Jean Harlow (extra)